# 1504 Lappeenranta
1504 Lappeenranta è un asteroide della fascia principale del diametro medio di circa 12,7 km. Scoperto nel 1939, presenta un'orbita caratterizzata da un semiasse maggiore pari a 2,3984848 UA e da un'eccentricità di 0,1588543, inclinata di 11,04416° rispetto all'eclittica.
Il suo nome è un omaggio alla città finlandese di Lappeenranta.